# Pilostyles goyazensis
Pilostyles goyazensis är en tvåhjärtbladig växtart som beskrevs av Ernst Heinrich Georg Ule. Pilostyles goyazensis ingår i släktet Pilostyles och familjen Apodanthaceae. Inga underarter finns listade i Catalogue of Life.